# Pua Kealoha
Pua Kele Kealoha (* 14. November 1902 in Waialua; † 29. August 1989 in San Francisco) war ein US-amerikanischer Schwimmer.
Kealoha war als 17-jähriger Teil des US-amerikanischen Teams bei den Olympischen Sommerspielen 1920. In Antwerpen gewann er mit der Staffel über 4 × 200 m Freistil Gold in einer neuen Weltrekordzeit und als Einzelsportler über 100 m Freistil Silber.